# Marindia
Marindia és un balneari del sud de l'Uruguai, ubicat al departament de Canelones. Forma part de la Costa de Oro.

## Geografia
Marindia es troba al sud del departament de Canelones, sobre la costa del Riu de la Plata. S'ubica 40 km a l'est de Montevideo, la capital del país, i a l'oest d'Atlántida i Parque del Plata. Limita a l'oest amb Salinas.

## Població
Segons les dades del cens de 2004, Marindia tenia una població aproximada de 2.586 habitants. Aquesta xifra representa un creixement poblacional important, ja que durant el cens de 1996 hi havia 1.493 persones.
| Any  | Població |
| ---- | -------- |
| 1963 | 115      |
| 1975 | 360      |
| 1985 | 626      |
| 1996 | 1.493    |
| 2004 | 2.586    |
| 2011 | 3.543    |

Font: Institut Nacional d'Estadística de l'Uruguai